# 파친코

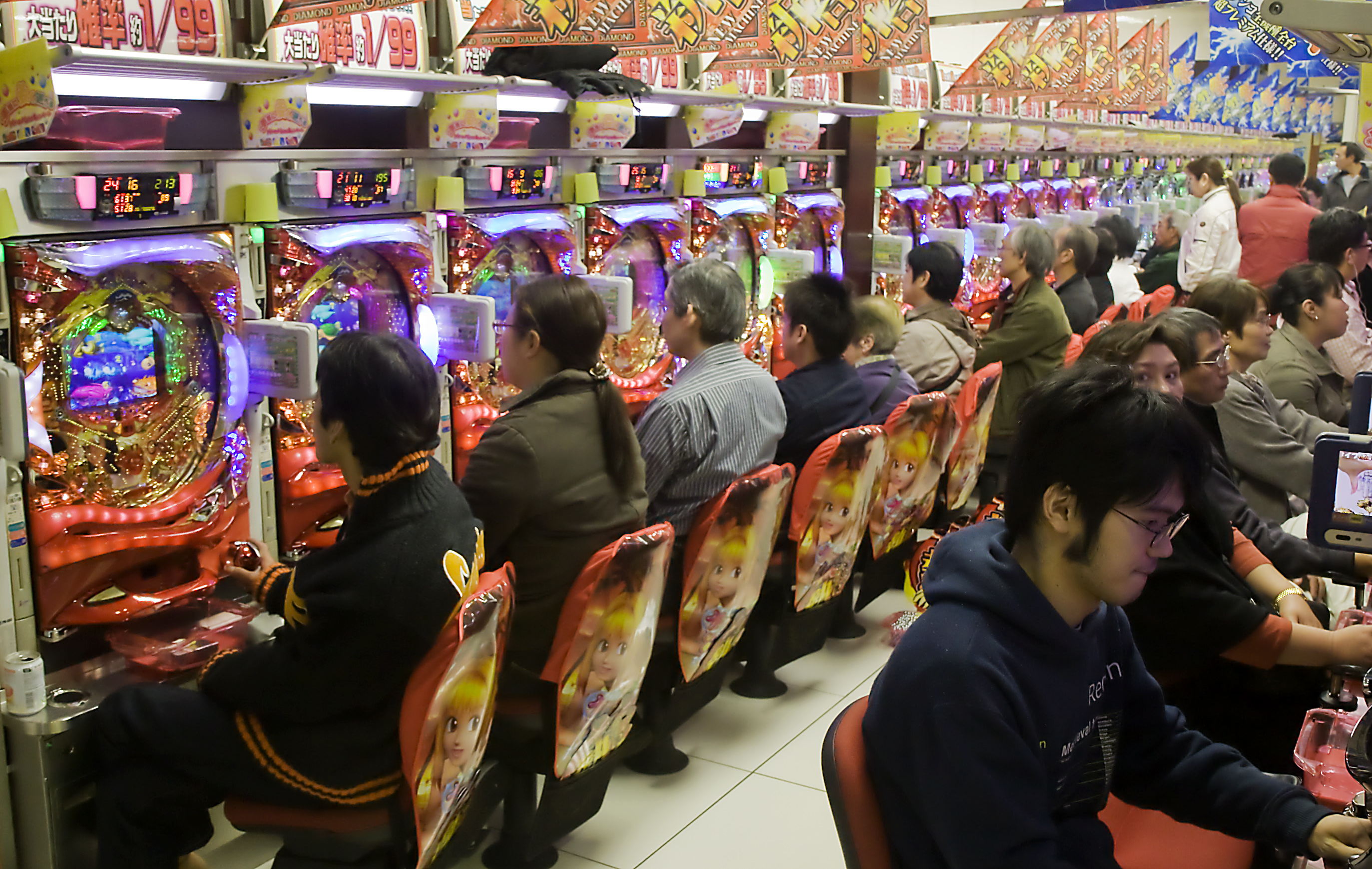
도쿄의 파친코 가게

파친코(일본어: パチンコ)는 일본의 도박 게임이다. 2007년 말 통계에 의하면 일본 전역에 17,000여 개 업소, 연간 매출액 약 29조 500억 엔 (당시 약 400조원), 종업원 수 44만 명에 달하는 산업이기도 하다. 파친코를 즐기는 인구는 적게는 1,700만 명에서 많게는 3,500만 명으로 보기도 한다. 파친코 매거진, 필승 파친코 팬 등 파친코를 전문적으로 다루는 단행본과 잡지만도 수십 종이며, 인터넷에는 각종 동호회와 연구회가 넘쳐나고, 파친코를 다루는 TV 프로그램도 있다.
일본의 파친코 점포 경영자 중에는 재일 한국인이 많은 것으로 알려져 있다. 그 대표적 예는 한창우가 운영하는 '마루한'이라는 파친코 회사다.
일본에서 종전 후 파친코가 놀랍게 유행하였던 것은 파친코를 하는 사람들의 경품에 대한 기대를 무시할 수는 없겠지만 당시의 허탈상태에 있던 일본사람, 특히 서민층의 불만과 울분을 파친코에 쏟아 넣었던 기분을 이해할 필요가 있다. 그 당시 좔좔하면서 알이 쏟아지는 소리야말로 손쉽게 살 수 있는 우월감이었을 것이며, 파친코에 열중해 있는 동안은 일상생활의 불안과 초조에서 도피할 수가 있었던 것이라고 할 수 있다.
대한민국에도 한동안 파친코가 유행할 기미가 보였으나 금지되었다. 오락실 게임으로는 동물동물이나 꽃놀이 등이 존재했었다.

## 형태
보통 3대 또는 9개 정도의 슬롯에 여러가지 그림이 랜덤하게 돌아가다가 그 중 하나가 걸린다. 점수 계산은 같은 그림이 걸린 정도에 따라 결정되며 그 중에서도 7이 가장 높다.
크레딧은 2 종류가 있는데 쇠구슬과 주화이다. 일본 파친코는 주로 쇠구슬을 많이 사용한다.

## 같이 보기
- 11월 14일 - 일본 파친코의 날
- 도박 중독
- 슬롯 머신
- 음모론
- 파치슬로
- 환전
- 스포츠 베팅
- 음악
  - 군함행진곡
  - 엔니오 자니니